# 6616 Plotinos
A 6616 Plotinos (ideiglenes jelöléssel 1175 T-1) a Naprendszer kisbolygóövében található aszteroida. Cornelis Johannes van Houten,  Ingrid van Houten-Groeneveld és Tom Gehrels fedezte fel 1971. március 25-én.